# Jaru
För andra betydelser, se Jaru (olika betydelser).
Jaru är ett australiskt språk som talades av 217 personer år 2016. Jaru talas i Västaustralien. Jaru tillhör de pama-nyunganska språken..